# 山川丈人
山川 丈人（やまかわ たけと）は、日本の実業家。DHLジャパン代表取締役社長。コールバーグ・クラビス・ロバーツ（KKR）日本法人元代表取締役社長兼CEO。ゼネラル・エレクトリック米国本社元オフィサー兼副社長。

## 人物・経歴
上智大学外国語学部英語学科卒業。米国・イェール大学経営大学院修了（MBA取得）。1990年、米国に本社を置く世界最大の総合電機メーカーであるゼネラル・エレクトリック（GE）の日本法人に企画部長として入社）。1992年、日本人として初めて米国のGEキャピタル・コーポレーションの一員となる）。GE在籍時には、GEコンシューマー・ファイナンスの代表取締役社長兼CEOを10年間務めたほか、様々な事業に従事）。また、内部成長やアクイジションを通して、同部門をGEでアジア最大の事業に成長させるという功績を残したほか、数々の変革推進プログラムやシックスシグマ・プロジェクトを主導）。2000年、ゼネラル・エレクトリック米国本社のオフィサー（取締役）兼副社長に就任）。
2006年、米国の大手投資ファンドであるコールバーグ・クラビス・ロバーツ（KKR）の日本事業の創立メンバーとして、同社日本法人の代表取締役社長兼CEOに就任）。
2009年、ドイツに本社を置く世界最大の国際物流企業であるDHLの日本法人（DHLジャパン）代表取締役社長に就任）。